# Mutual (Ohio)
Mutual és una població dels Estats Units a l'estat d'Ohio. Segons el cens del 2000 tenia 132 habitants.

## Demografia
Segons el cens del 2000, Mutual tenia 132 habitants, 51 habitatges, i 39 famílies. La densitat de població era de 364 habitants per km².
Dels 51 habitatges en un 37,3% hi vivien nens de menys de 18 anys, en un 70,6% hi vivien parelles casades, en un 5,9% dones solteres, i en un 21,6% no eren unitats familiars. En el 19,6% dels habitatges hi vivien persones soles el 13,7% de les quals corresponia a persones de 65 anys o més que vivien soles. El nombre mitjà de persones vivint en cada habitatge era de 2,59 i el nombre mitjà de persones que vivien en cada família era de 2,9.
Per edats la població es repartia de la següent manera: un 23,5% tenia menys de 18 anys, un 6,8% entre 18 i 24, un 35,6% entre 25 i 44, un 18,9% de 45 a 60 i un 15,2% 65 anys o més.
L'edat mediana era de 37 anys. Per cada 100 dones de 18 o més anys hi havia 77,2 homes.
La renda mediana per habitatge era de 50.000 $ i la renda mediana per família de 51.875 $. Els homes tenien una renda mediana de 30.750 $ mentre que les dones 23.750 $. La renda per capita de la població era de 16.722 $. Cap de les famílies i l'1% de la població estaven per davall del llindar de pobresa.

## Poblacions més properes
El següent diagrama mostra les poblacions més properes.